# Schmuck-Kofferfisch
Der Schmuck-Kofferfisch (Aracana ornata) lebt küstennah an der Südküste Australiens, von Western Australia bis Tasmanien und Victoria in Tiefen von 5 bis 20, seltener bis 60 Metern. Er gehört zu der ursprünglicheren Kofferfisch-Unterfamilie Aracaninae, bei denen der Panzer zwischen der Basis der Rücken- und Afterflosse und der Schwanzflosse nicht geschlossen ist. 
Er ernährt sich von kleinen Wirbellosen, wie Schwebegarnelen und anderen Kleinkrebsen. Schmuck-Kofferfische werden 15 Zentimeter lang. Die Fische zeigen einen deutlichen Geschlechtsdimorphismus. Während die Männchen auf ihren Körperseiten ein dichtes Muster von blauen, dunkel umkränzten Flecken auf gelben Grund zeigen, haben die Weibchen wellenförmige Streifen auf ihren Flanken. Schmuck-Kofferfische sind Einzelgänger.

## Weblinks

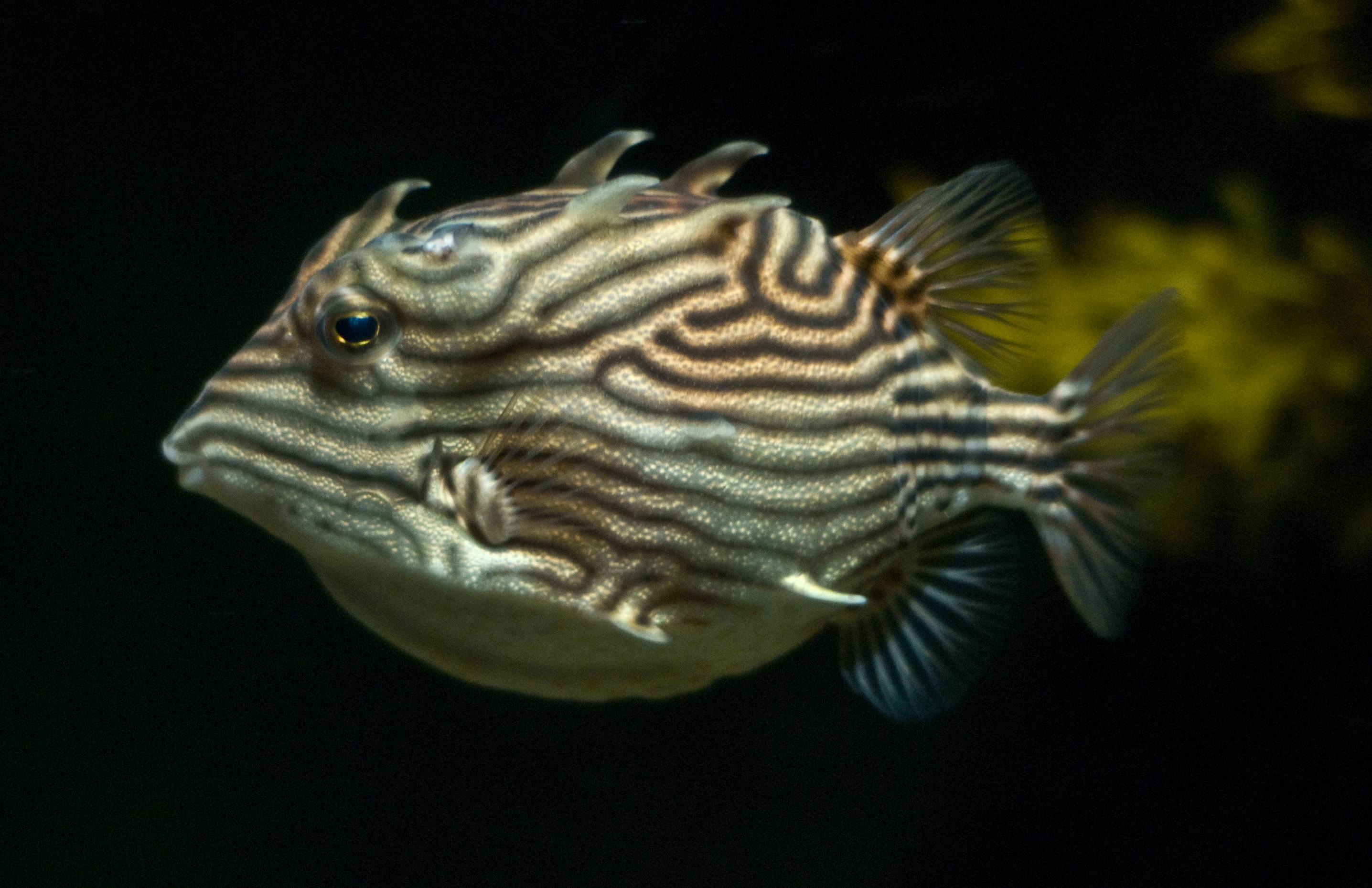
Schmuck-Kofferfisch, Weibchen mit der charakteristischen wellenförmigen Zeichnung